# Jaime Roldós

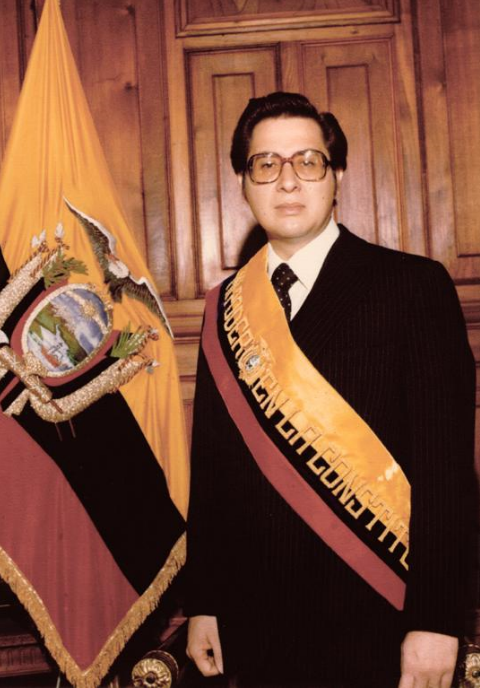
Jaime Roldos mit der Präsidentenschärpe

Jaime Roldós Aguilera (* 5. November 1940 in Guayaquil; † 24. Mai 1981 bei einem Flugzeugabsturz am Berg Huairapungo im Kanton Celica der Provinz Loja) war ein ecuadorianischer Rechtsanwalt, Hochschullehrer und Politiker. Er war vom 10. August 1979 bis zu seinem Tod Präsident Ecuadors. Seine politische Ausrichtung kann als sozialdemokratisch mit populistischen Zügen charakterisiert werden.

## Leben

### Herkunft und politischer Aufstieg
Jaime Roldós wurde in Guayaquil geboren und besuchte dort das prestigereiche Colegio Nacional Vicente Rocafuerte, das er als bester Abiturient seines Jahrgangs abschloss. Anschließend studierte er Rechts- und Sozialwissenschaften an der Universidad de Guayaquil und schloss sein Studium mit Auszeichnung ab. Danach arbeitete er als Rechtsanwalt und als Hochschullehrer an der Universidad Laica Vicente Rocafuerte und der Universidad Católica de Santiago de Guayaquil in Guayaquil. Während seiner Jugend war er führendes Mitglied offizieller Schüler- und Studentenvertretungen, nach seinem Abschluss übernahm er Ehrenämter in Anwalts- und Hochschullehrervertretungen. 1962 heiratete er Marta Bucaram Ortíz, Nichte des einflussreichen libanesisch-stämmigen Politikers Assad Bucaram, mit der er zwei Töchter und einen Sohn hatte. 
1967 wurde Jaime Roldós für die von Bucaram geführte sozialdemokratisch-populistische Partei Concentración de Fuerzas Populares (CFP, dt. Sammlung der Volkskräfte) in den Kongress gewählt. Nach dessen Auflösung 1970 durch Präsident José María Velasco Ibarra wurde Roldós 1970 erneut ins Parlament gewählt.
1976 wurde er von der Militärjunta, die Präsident Guillermo Rodríguez Lara abgesetzt hatte, in die zweite Kommission zur Reform der ecuadorianischen Verfassung und des Wahlrechts eingesetzt, die bis 1977 bestand.

### Präsidentschaftswahlen 1978/79
Nachdem am 15. Januar 1978 die neue Verfassung per Volksentscheid angenommen worden war, wurden für den 16. Juli 1978 Wahlen einberufen. Die von der Militärjunta dominierte Wahlleitung (Tribunal Supremo Electoral) untersagte die Kandidatur des klaren Favoriten Assad Bucaram aufgrund einer kurzfristig erlassenen Wahlrechtsbestimmung, die nicht-gebürtigen Ecuadorianern die Ausübung des Präsidentenamts verwehrte. Daraufhin wurde der ursprünglich als Kandidat für das Bürgermeisteramt von Guayaquil vorgesehene Jaime Roldós zum Präsidentschaftskandidaten von Bucarams CFP ernannt. Er trat gemeinsam mit Osvaldo Hurtado von der christdemokratischen Partido Demócrata Cristiano als Vizepräsidentschaftskandidat an. Wichtigster Gegenkandidat war der Architekt und amtierende Bürgermeister von Quito, Sixto Durán Ballén vom Partido Social Cristiano (dt. Sozial-christliche Partei), der für eine Elf-Parteien-Verbindung von Rechts- und Mitte-rechts-Parteien antrat.
Roldós und Hurtado erhielten im ersten Wahlgang am 16. Juli 1978 mit fast 32 Prozent den höchsten Stimmenanteil, mussten jedoch wegen nicht erreichter absoluter Mehrheit in einer Stichwahl antreten. Gegenkandidat war der Zweitplatzierte des ersten Wahlgangs, Durán Ballén. Die Stichwahl fand erst am 29. April 1979 statt, da Anhänger der konservativen Eliten des Landes einen Wahlsieg des mit einem Programm sozialer Reformen angetretenen Roldós fürchteten und u. a. seine Partei der Wahlfälschung beschuldigten, was sich jedoch als unerwiesen herausstellte. Aus der Stichwahl ging Roldós mit mehr als 68,5 Prozent der Stimmen als Sieger hervor.

### Präsidentschaft
Roldós wurde am 10. August 1979, dem ecuadorianischen Nationalfeiertag, als Präsident vereidigt und regierte als Führer einer Koalition aus CFP, der von Hurtado geführten Democracia Popular (einer vor den Wahlen entstandenen Nachfolgepartei des Partido Demócrata Cristiano) und Unabhängigen. Seine Präsidentschaft endete, als Roldós am 24. Mai 1981 bei einem Flugzeugabsturz ums Leben kam (siehe unten). 
Vizepräsident Osvaldo Hurtado wurde sein Nachfolger. Er ernannte León Roldós, einen Bruder des verstorbenen Präsidenten, zu seinem Nachfolger als Vizepräsident.

#### Regierung
Die Regierung Roldós setzte zahlreiche, zum Teil bereits zuvor formulierte Programme über staatlichen Wohnungsbau, Schulspeisung und Alphabetisierungskampagnen um, um auf diese Weise die Situation der armen Bevölkerungsschichten zu verbessern und ihre Armut zu lindern.
Wirtschaftspolitisch verfolgte Roldós ein Modernisierungs- und Entwicklungsprogramm mittels staatlicher Rahmenplanung (vgl. Planification), die seine Regierung durch einen 1980 verabschiedeten Entwicklungsplan formulierte und umzusetzen suchte. Einen wichtigen Teil dieses Programmes bildete die Energiepolitik: Roldós forcierte die Nutzung natürlicher Ressourcen durch den Bau von Wasserkraftwerken und wollte die Ausbeutung und Verwendung der Erdölvorkommen des Landes neu organisieren. 
Im Januar 1981 kam es zum Peruanisch-ecuadorianischen Grenzkrieg, einem Scharmützel um zwischen beiden Ländern umstrittenen Grenzgebieten, das unter Einschaltung der OAS beendet werden konnte, wenn auch der zugrunde liegende Konflikt erst in den 1990er Jahren beigelegt wurde.

#### Opposition im Parlament
Bereits im Wahlkampf hatte sich Roldós von der politischen Patronage durch Assad Bucaram weitgehend frei gemacht und zeigte in seiner Politik ein eigenständiges, sozialreformerisches Profil. 
Die Entfremdung von Bucaram, der zum Kongresspräsidenten gewählt worden war, und die breite Front der rechts-konservativen Oppositionsparteien unter Führung des Partido Social Cristiano führte zu dauerhaften Auseinandersetzungen zwischen Präsidenten und Parlament, in dem aufgrund zahlreicher Unabhängiger und wechselnd abstimmender Abgeordneter zum Teil Gesetze verabschiedet wurden, die dem politischen Programm des Präsidenten nicht entsprachen.
So wurden vom Parlament Gesetze über starke Lohnerhöhungen, Pensionsansprüche und die 40-Stunden-Woche verabschiedet, die Roldós als populistisch, aber nicht zielführend zur Armutsbekämpfung ansah (da sie in Wirklichkeit große, kapitalintensive Unternehmen begünstigten), aber dennoch unterzeichnete. 
1980 gründeten Roldós und seine Anhänger eine eigene Partei Pueblo, Cambio y Democracia (dt. Volk, Veränderung und Demokratie). Es gelang ihm in der Folgezeit, verschiedene Regierungsmitglieder und Abgeordnete der CFP in sein Lager zu ziehen, insbesondere nachdem Bucarams Partei bei Kommunalwahlen 1981 Niederlagen erlitten hatte. Bucaram selbst wurde als Kongresspräsident 1981 von Raúl Baca, einem Kandidaten der Roldós-freundlicheren Partei Izquierda Democrática (dt. Demokratische Linke) abgelöst. Die Krise zwischen Parlament und Regierung entschärfte sich dadurch.

### Tod durch Flugzeugabsturz
Jaime Roldós kam im 22. Monat seiner Präsidentschaft bei einem Flugzeugabsturz ums Leben, als er sich auf dem Weg von Quito, wo er die nationalen Feiern zum 159. Jahrestag der Schlacht am Pichincha geleitet hatte, nach Zapotillo nahe der Grenze zu Peru befand, wo er an Feierlichkeiten zu demselben Anlass teilnehmen wollte. Das Militärflugzeug, das Roldós transportierte (eine Avro), prallte gegen einen Berg in der Provinz Loja. Neben Roldós kamen auch alle weiteren Passagiere (seine Frau Marta, der Verteidigungsminister Generalmajor Marco Subia Martínez und dessen Frau sowie zwei weitere Militärs) und die drei Besatzungsmitglieder ums Leben. 
Die Umstände und die Ursache des Flugzeugabsturzes wurden bisher nicht endgültig geklärt und bieten Stoff für Verschwörungstheorien. Der US-amerikanische Unternehmer John Perkins gab in seinem 2004 erschienenen Buch Bekenntnisse eines Economic Hit Man an, Roldós sei – ebenso wie kurz darauf der panamaische Präsident Omar Torrijos – ermordet worden, da sein Plan zur Neuordnung des Kohlenwasserstoff-Sektors die amerikanischen Interessen an ecuadorianischem Erdöl bedroht habe. Ähnliche Theorien waren zuvor bereits mehrfach in der Öffentlichkeit geäußert und publiziert worden. 
Die zuständige Untersuchungsbehörde, die Junta Investigadora de Accidentes der ecuadorianischen Streitkräfte, machte menschliches Versagen des Piloten für den Tod verantwortlich. Auf Drängen von Anhängern Roldós' und Angehörigen der Opfer setzte das ecuadorianische Parlament eine weitere Kommission ein, die Widersprüche und Ungereimtheiten im ersten Untersuchungsbericht fand, aber zu keinen klar gegenteiligen Schlüssen gelangte. Die bedeutendste neue Erkenntnis wurde durch ein Gutachten von Spezialisten der Stadtpolizei Zürich gewonnen, die feststellten, dass die Motoren des Flugzeugs bei dessen Aufprall auf den Berg Huairapungo nicht in Funktion waren.

## Politische Nachfolger
Abdalá Bucaram, Schwager von Jaime Roldós (Bruder von dessen Ehefrau Marta), gründete 1982 die populistische Partei Partido Roldosista Ecuatoriano (PRE; dt. Roldosistische Ecuadorianische Partei), für die er 1984 zum Bürgermeister von Guayaquil und 1996 zum Staatspräsidenten von Ecuador gewählt wurde. 
Jaimes Bruder León Roldós, zuletzt Rektor der Universidad de Guayaquil, trat 1992, 2002 und 2006 als Präsidentschaftskandidat an: 
- 1992 belegte er als Führer des Partido Socialista Ecuatoriano (PS, dt. Sozialistische Partei Ecuadors) im ersten Wahlgang den sechsten Platz.
- 2002 trat er bei den Präsidentschaftswahlen als unabhängiger Kandidat mit kleiner eigener Wahlplattform (Movimiento Ciudadano Nuevo País) außerhalb seines PS an, der sich nicht auf die Nominierung Roldos' festgelegt hatte. Er erhielt mit 15,4 Prozent im ersten Wahlgang die drittmeisten Stimmen und erreichte erneut nicht den zweiten Wahlgang.
- Bei den Wahlen 2006 war er Kandidat eines Bündnisses seiner neuen Bewegung Red Ética y Democracia mit der sozialdemokratischen Izquierda Democrática und erreichte mit 14,8 % im ersten Wahlgang die viertmeisten Stimmen.